# Referendo
Referendo (do latim referendum) é um instrumento da democracia semidireta por meio do qual os cidadãos eleitores são chamados a pronunciar-se por sufrágio direto e secreto sobre determinados assuntos de relevante interesse à nação. Normalmente é utilizado quanto a decisões excepcionais, cuja resposta se torna vinculativa.
Atualmente, em Portugal, um referendo pode ocorrer mediante uma proposta da Assembleia da República, ou do Governo, ao Presidente da República, que decidirá sua realização. No Brasil, depende de expedição de decreto legislativo pelo Senado ou pela Câmara dos Deputados, nos termos da Lei 9.709/98, para que seja realizado.
A diferença entre plebiscito e referendo no direito latino é que o plebiscito é convocado antes da criação da norma (ato legislativo ou administrativo), e é o povo, por meio do voto, que vai aprovar ou não a questão que lhe for submetida. Já o referendo é convocado após a edição da norma, devendo o povo ratificá-la ou não. No direito anglo-saxónico, os termos "plebiscite" e "referendum" são usados quase como sinónimos; sua distinção é enevoada.

## Referendos em Portugal
A Constituição da República Portuguesa dispõe, nos termos do seu artigo 115º, que, sob proposta da Assembleia da República, do Governo ou por iniciativa de um grupo de cidadãos dirigida à Assembleia da República, pode o Presidente da República convocar o referendo no qual podem ser chamados a votar todos os cidadãos recenseados no território nacional, o que exclui deste tipo de sufrágio os emigrantes.

## O uso perverso do referendo
O referendo de 1933 em Portugal tornou-se um exemplo clássico do uso perverso de um referendo. No referendo de 1933 não só as abstenções foram somadas à contagem do "sim" - falseando os resultados de apoio da maioria, que mesmo sem este subterfúgio votou "sim" - como esse referendo tinha um caráter nitidamente "delegatório", que serviu para institucionalizar a ditadura de Salazar. Embora a constituição mencionasse a expressão plebiscito, o que houve em Portugal em 1933 foi tecnicamente um referendo.
Esse uso delegatório do referendo não é mais permitido pelas modernas constituições democráticas, que instituem salvaguardas para evitar essas distorções. A atual constituição portuguesa incorpora múltiplas salvaguardas para evitar o uso distorcido dos seus referendos; uma, dentre muitas, é que os resultados do referendo só serão vinculativos (obrigatoriamente adotados) se a participação tiver sido superior a 50% do eleitorado. Caso esse número não seja atingido (até 2007 ainda não tinha sido), os resultados do referendo servem apenas como uma recomendação popular, encaminhada ao Governo.

## Referendos no Brasil
A constituição brasileira (1988) prevê, em seu artigo 14, que "a soberania popular será exercida pelo sufrágio universal e pelo voto direto e secreto, com valor igual para todos, e, nos termos da lei, mediante: I - plebiscito; II - referendo; III - iniciativa popular".

### 1963
O Brasil já realizou um plebiscito sobre o sistema de governo, em 6 de janeiro de 1963, durante a gestão de João Goulart. O país havia adotado o parlamentarismo pouco depois que Jango assumira a presidência, em 7 de setembro de 1961, mas a maioria dos eleitores preferiu retornar ao sistema presidencialista.

### 1993
O plebiscito de 21 de abril de 1993 sobre a forma e o sistema de governo no Brasil (monarquia parlamentar ou república; parlamentarismo ou presidencialismo) é usualmente confundido com um referendo. Na ocasião, a maior parte do povo brasileiro optou por manter a forma republicana e o sistema presidencialista.

### 2005
Em 23 de outubro de 2005 foi realizado um referendo sobre a proibição da comercialização de armas de fogo e munições, com vistas à aprovação ou não do disposto no art. 35 da Lei nº 10.826, de 23 de dezembro de 2003, conhecida como Estatuto do desarmamento. Nesta consulta, os eleitores podiam votar pelo "sim", a favor da proibição, ou pelo "não", contra a proibição. A maioria do eleitorado optou pelo "não".